# Lista de cartas de Fiódor Dostoiévski
Nesta Lista de cartas de Fiódor Dostoiévski encontram-se listadas a totalidade das cartas de Fiódor Dostoiévski segundo a bibliografia apresentada no final desta página. Para a bibliografia completa do autor ver Bibliografia de Fiódor Dostoiévski.
As datas seguem o Calendário juliano.

## Primeira parte (001-050)
| #   | Endereçado a                       | Local de envio | Data                                 | Refs.  | Traduções | Refs. Traduções | Comentários |
| --- | ---------------------------------- | -------------- | ------------------------------------ | ------ | --------- | --------------- | ----------- |
| 001 | I. F. Gorbunov Escritor            | ?              | ?                                    | [ 1 ]  | ?         | ?               |             |
| 002 | Mikhail Dostoiévski Pai            | Darovoie       | 29 de junho de 1832                  | [ 2 ]  | ?         | ?               |             |
| 003 | M. F. Dostoiévskaia Mãe            | Moscou         | 23 de agosto de 1833                 | [ 3 ]  | ?         | ?               |             |
| 004 | M. F. Dostoiévskaia Mãe            | Moscou         | 20 de abril - maio de 1834           | [ 4 ]  | ?         | ?               |             |
| 005 | M. F. Dostoiévskaia Mãe            | Moscou         | 9 de maio de 1835                    | [ 5 ]  | ?         | ?               |             |
| 006 | M. F. Dostoiévskaia Mãe            | Moscou         | outono de 1835                       | [ 6 ]  | ?         | ?               |             |
| 007 | M. F. Dostoiévskaia Mãe            | Moscou         | 26 de maio de 1835                   | [ 6 ]  | ?         | ?               |             |
| 008 | Nikolai Shidlovski Amigo           | São Petesburgo | 1837 - 1840                          | [ 7 ]  | ?         | ?               |             |
| 009 | Aleksandra Kumanina Tia            | São Petesburgo | 23 de julho de 1837                  | [ 8 ]  | ?         | ?               |             |
| 010 | Mikhail Dostoiévski Pai            | São Petesburgo | 23 de julho de 1837                  | ?      | ?         | ?               |             |
| 011 | Mikhail Dostoiévski Pai            | São Petesburgo | 6 de setembro de 1837                | [ 9 ]  | ?         | ?               |             |
| 012 | Aleksandra Kumanina Tia            | São Petesburgo | 27 de setembro de 1837               | [ 6 ]  | ?         | ?               |             |
| 013 | Alexsandre(a) Kumanin(a) Tio e Tia | São Petesburgo | outubro - novembro de 1837           | [ 7 ]  | ?         | ?               |             |
| 014 | Mikhail Dostoiévski Pai            | São Petesburgo | 4 de fevereiro de 1838               | [ 10 ] | ?         | ?               |             |
| 015 | Mikhail Dostoiévski Pai            | São Petesburgo | março – abril de 1838                | [ 11 ] | ?         | ?               |             |
| 016 | Mikhail Dostoiévski Irmão          | São Petesburgo | abril - agosto de 1838               | [ 11 ] | ?         | ?               |             |
| 017 | Mikhail Dostoiévski Pai            | São Petesburgo | 5 – 10 de maio de 1839               | [ 12 ] | ?         | ?               |             |
| 018 | Mikhail Dostoiévski Irmão          | São Petesburgo | 9 de agosto de 1838                  | [ 13 ] | ?         | ?               |             |
| 019 | Mikhail Dostoiévski Irmão          | São Petesburgo | 16 de agosto de 1838                 | [ 14 ] | ?         | ?               |             |
| 020 | Mikhail Dostoiévski Pai e irmão    | São Petesburgo | outubro de 1838                      | [ 11 ] | ?         | ?               |             |
| 021 | Mikhail Dostoiévski Irmão          | São Petesburgo | 31 de outubro de 1838                | [ 15 ] | ?         | ?               |             |
| 022 | Mikhail Dostoiévski Irmão          | São Petesburgo | outubro de 1838 - junho de 1839      | [ 16 ] | ?         | ?               |             |
| 023 | Mikhail Dostoiévski Pai e irmão    | São Petesburgo | novembro de 1838 – fevereiro de 1839 | [ 17 ] | ?         | ?               |             |
| 024 | Mikhail Dostoiévski Irmão          | São Petesburgo | junho de 1839                        | [ 16 ] | ?         | ?               |             |
| 025 | Alexandre(a) Kumanin(a) Tio e tia  | São Petesburgo | 25 de dezembro de 1839               | [ 18 ] | ?         | ?               |             |
| 026 | Mikhail Dostoiévski Irmão          | São Petesburgo | 1 de janeiro de 1840                 | [ 19 ] | ?         | ?               |             |
| 027 | Mikhail Dostoiévski Irmão          | São Petesburgo | 1840                                 | [ 16 ] | ?         | ?               |             |
| 028 | Mikhail Dostoiévski Irmão          | Peterhof       | 19 de julho de 1840                  | [ 20 ] | ?         | ?               |             |
| 029 | Karepin Widower                    | São Petesburgo | 17 de fevereiro de 1841              | [ 7 ]  | ?         | ?               |             |
| 030 | Mikhail Dostoiévski Irmão          | São Petesburgo | 22 de dezembro de 1841               | [ 21 ] | ?         | ?               |             |
| 031 | Andrei Dostoiévski Irmão           | São Petesburgo | janeiro - fevereiro de 1843          | [ 16 ] | ?         | ?               |             |
| 032 | Cap. Gartong Acad. Engenharia      | São Petesburgo | 8 de junho de 1843                   | [ 22 ] | ?         | ?               |             |
| 033 | Cap. Gartong Acad. Engenharia      | São Petesburgo | 13 de junho de 1843                  | [ 23 ] | ?         | ?               |             |
| 034 | P. A. Karepin Widower              | São Petesburgo | novembro - dezembro de 1843          | [ 7 ]  | ?         | ?               |             |
| 035 | Mikhail Dostoiévski Irmão          | São Petesburgo | 31 de dezembro de 1843               | [ 24 ] | ?         | ?               |             |
| 036 | Mikhail Dostoiévski Irmão          | São Petesburgo | janeiro de 1844                      | [ 25 ] | ?         | ?               |             |
| 037 | Mikhail Dostoiévski Irmão          | São Petesburgo | julho - agosto de 1844               | [ 26 ] | ?         | ?               |             |
| 038 | Mikhail Dostoiévski Irmão          | São Petesburgo | agosto - setembro de 1844            | [ 7 ]  | ?         | ?               |             |
| 039 | Pyotr Andreyevich Widower          | São Petesburgo | 7 de setembro de 1844                | [ 27 ] | ?         | ?               |             |
| 040 | Mikhail Dostoiévski Irmão          | São Petesburgo | 30 de setembro de 1844               | [ 28 ] | ?         | ?               |             |
| 041 | P. A.Karepin Widower               | São Petesburgo | outubro de 1844                      | [ 7 ]  | ?         | ?               |             |
| 042 | Mikhail Dostoiévski Irmão          | Moscou         | novembro de 1844                     | [ 29 ] | ?         | ?               |             |
| 043 | Mikhail Dostoiévski Irmão          | São Petesburgo | 24 de março de 1845                  | [ 30 ] | ?         | ?               |             |
| 044 | Mikhail Dostoiévski Irmão          | São Petesburgo | 3 de setembro de 1845                | [ 31 ] | ?         | ?               |             |
| 045 | Mikhail Dostoiévski Irmão          | São Petesburgo | 8 de outubro de 1845                 | [ 32 ] | ?         | ?               |             |
| 046 | Mikhail Dostoiévski Irmão          | São Petesburgo | 16 de novembro de 1845               | [ 33 ] | ?         | ?               |             |
| 047 | Stepan Ianovski Médico             | São Petesburgo | janeiro – fevereiro de 1846          | [ 29 ] | ?         | ?               |             |
| 048 | Mikhail Dostoiévski Irmão          | São Petesburgo | 1 de fevereiro de 1846               | [ 34 ] | ?         | ?               |             |
| 049 | Mikhail Dostoiévski Irmão          | São Petesburgo | 1 de abril de 1846                   | [ 35 ] | ?         | ?               |             |
| 050 | Mikhail Dostoiévski Irmão          | São Petesburgo | 26 de abril de 1846                  | [ 36 ] | ?         | ?               |             |

## Segunda parte (051-100)
| #   | Endereçado a                                   | Local de envio        | Data                        | Refs.  | Traduções | Refs. Traduções | Comentários |
| --- | ---------------------------------------------- | --------------------- | --------------------------- | ------ | --------- | --------------- | ----------- |
| 051 | Mikhail Dostoiévski Irmão                      | São Petesburgo        | 5 de setembro de 1846       | [ 37 ] | ?         | ?               |             |
| 052 | Mikhail Dostoiévski Irmão                      | São Petesburgo        | 17 de setembro de 1846      | [ 38 ] | ?         | ?               |             |
| 053 | Mikhail Dostoiévski Irmão                      | São Petesburgo        | setembro - outubro de 1846  | [ 29 ] | ?         | ?               |             |
| 054 | Mikhail Dostoiévski Irmão                      | São Petesburgo        | 26 de novembro de 1846      | [ 39 ] | ?         | ?               |             |
| 055 | Mikhail Dostoiévski Irmão                      | São Petesburgo        | 17 de dezembro de 1846      | [ 40 ] | ?         | ?               |             |
| 056 | Mikhail Dostoiévski Irmão                      | São Petesburgo        | janeiro - fevereiro de 1847 | [ 41 ] | ?         | ?               |             |
| 057 | Mikhail Dostoiévski Irmão                      | Pargolovo             | 1847                        | [ 29 ] | ?         | ?               |             |
| 058 | Mikhail Dostoiévski Irmão                      | São Petesburgo        | abril - setembro de 1847    | [ 42 ] | ?         | ?               |             |
| 059 | Stepan Ianovski Médico                         | São Petesburgo        | setembro de 1847            | [ 42 ] | ?         | ?               |             |
| 060 | E. Maikova Mãe de Maykov                       | São Petesburgo        | 14 de maio de 1848          | [ 43 ] | ?         | ?               |             |
| 061 | A. Krayevsky Notas da Pátria                   | São Petesburgo        | março - abril de 1849       | [ 42 ] | ?         | ?               |             |
| 062 | A. Krayevsky Notas da Pátria                   | São Petesburgo        | 31 de março de 1849         | [ 44 ] | ?         | ?               |             |
| 063 | Mikhail Dostoiévski Irmão                      | F. S. Pedro e S.Paulo | 18 de julho de 1849         | [ 45 ] | ?         | ?               |             |
| 064 | Mikhail Dostoiévski Irmão                      | F. S. Pedro e S.Paulo | 27 de agosto de 1949        | [ 46 ] | ?         | ?               |             |
| 065 | Mikhail Dostoiévski Irmão                      | F. S. Pedro e S.Paulo | 14 de setembro de 1849      | [ 47 ] | ?         | ?               |             |
| 066 | Mikhail Dostoiévski Irmão                      | F. S. Pedro e S.Paulo | 22 de dezembro de 1849      | [ 48 ] | ?         | ?               |             |
| 067 | Natalya Fonvizina Dezembrista                  | Omsk                  | 1853                        | [ 42 ] | ?         | ?               |             |
| 068 | Mikhail Dostoiévski Irmão                      | Omsk                  | 1853                        | [ 49 ] | ?         | ?               |             |
| 069 | Nikolai Krizhanovski                           | Semipalatinsk         | 1854–1857                   | [ 50 ] | ?         | ?               |             |
| 070 | Mikhail Dostoiévski Irmão                      | –                     | janeiro de 1854             | [ 51 ] | ?         | ?               |             |
| 071 | V.Ivanova / A.Kumanina Irmã / Tia              | –                     | janeiro - fevereiro de 1854 | [ 51 ] | ?         | ?               |             |
| 072 | Mikhail Dostoiévski Irmão                      | Omsk                  | janeiro – fevereiro de 1854 | [ 52 ] | ?         | ?               |             |
| 073 | Natalia Fonvizina Dezembrista                  | Omsk                  | janeiro - fevereiro de 1854 | [ 53 ] | ?         | ?               |             |
| 074 | Elizaveta Nevorotova Mikhailovna               | Semipalatinsk         | março de 1854               | [ 54 ] | ?         | ?               |             |
| 075 | Mikhail Dostoiévski Irmão                      | Semipalatinsk         | março de 1854               | [ 51 ] | ?         | ?               |             |
| 076 | M.Dostoiévski \ V.Karepina Irmãos              | Semipalatinsk         | março - agosto de 1854      | [ 55 ] | ?         | ?               |             |
| 077 | Mikhail Dostoiévski Irmão                      | Semipalatinsk         | maio - junho de 1854        | [ 51 ] | ?         | ?               |             |
| 078 | Mikhail Dostoiévski Irmão                      | Semei                 | 30 de julho de 1854         | [ 56 ] | ?         | ?               |             |
| 079 | Parentes                                       | Semei                 | agosto de 1854              | [ 57 ] | ?         | ?               |             |
| 080 | Desconhecido                                   | Semei                 | outubro de 1854             | [ 57 ] | ?         | ?               |             |
| 081 | Parentes                                       | Semei                 | novembro de 1854            | [ 57 ] | ?         | ?               |             |
| 082 | Parentes                                       | Semei                 | novembro de 1854            | [ 57 ] | ?         | ?               |             |
| 083 | Parentes                                       | Semei                 | dezembro de 1854            | [ 57 ] | ?         | ?               |             |
| 084 | Evgeni Iakushkin                               | Semei                 | 15 de abril de 1855         | [ 58 ] | ?         | ?               |             |
| 085 | K. I. Ivanov                                   | Semei                 | 5 de abril de 1855          | [ 59 ] | ?         | ?               |             |
| 086 | Parentes                                       | Semei                 | maio de 1855                | [ 59 ] | ?         | ?               |             |
| 087 | Maria Isayevna 1° esposa                       | Semei                 | maio de 1855                | [ 59 ] | ?         | ?               |             |
| 088 | Parentes                                       | Semei                 | maio - junho de 1855        | [ 59 ] | ?         | ?               |             |
| 089 | Maria Isayevna 1° esposa                       | Semei                 | 4 de junho de 1855          | [ 60 ] | ?         | ?               |             |
| 090 | Parentes                                       | Semei                 | 5 de junho de 1855          | [ 61 ] | ?         | ?               |             |
| 091 | Alexander Wrangel Baron                        | Semei                 | 14 de agosto de 1855        | [ 62 ] | ?         | ?               |             |
| 092 | Maria Dmitriyevna 1° esposa                    | Semei                 | 14 de agosto de 1855        | [ 61 ] | ?         | ?               |             |
| 093 | Maria Dmitriyevna 1° esposa                    | Semei                 | 14 - 23 de agosto de 1855   | [ 61 ] | ?         | ?               |             |
| 094 | Mikhail Dostoiévski Irmão                      | Semei                 | 16 de agosto de 1855        | [ 61 ] | ?         | ?               |             |
| 095 | Maria Dmitriyevna 1° esposa                    | Semei                 | setembro - dezembro de 1855 | [ 61 ] | ?         | ?               |             |
| 096 | P. Annenkova (Dezembrista)                     | Semei                 | 18 de outubro de 1855       | [ 63 ] | ?         | ?               |             |
| 097 | Desconhecido                                   | Semei                 | novembro - dezembro de 1855 | [ 61 ] | ?         | ?               |             |
| 098 | Mikhail Dostoiévski Irmão                      | Semei                 | dezembro de 1855            | [ 64 ] | ?         | ?               |             |
| 099 | Mikhail Dostoiévski Irmão                      | Semei                 | 13 – 18 de janeiro de 1856  | [ 65 ] | ?         | ?               |             |
| 100 | V.Karepina, V.Ivanova / A.Kumanin Irmãos / Tio | Semei                 | 13 - 18 de janeiro de 1856  | [ 64 ] | ?         | ?               |             |

## Terceira parte (101-150)
| #   | Endereçado a                         | Local de envio | Data                        | Refs.  | Traduções | Refs. Traduções | Comentários |
| --- | ------------------------------------ | -------------- | --------------------------- | ------ | --------- | --------------- | ----------- |
| 101 | K. I. Ivanov                         | Semei          | 13 - 18 de janeiro de 1856  | [ 64 ] | ?         | ?               |             |
| 102 | Vladimir Odoevsky                    | Semei          | 13 - 18 de janeiro de 1856  | [ 64 ] | ?         | ?               |             |
| 103 | Apollon Maykov                       | Semei          | 18 de janeiro de 1856       | [ 66 ] | ?         | ?               |             |
| 104 | Desconhecido                         | Semei          | fevereiro de 1856           | [ 64 ] | ?         | ?               |             |
| 105 | Maria Dmitriyevna (1a esposa)        | Semei          | fevereiro - março de 1856   | [ 67 ] | ?         | ?               |             |
| 106 | Maria Dmitriyevna (1a esposa)        | Semei          | março de 1856               | [ 67 ] | ?         | ?               |             |
| 107 | Maria Dmitriyevna (1a esposa)        | Semei          | 18 de março de 1856         | [ 67 ] | ?         | ?               |             |
| 108 | Alexander Wrangel                    | Semei          | 23 de março de 1856         | [ 68 ] | ?         | ?               |             |
| 109 | Mikhail Dostoiévski (irmão)          | Semei          | 24 de março de 1856         | [ 69 ] | ?         | ?               |             |
| 110 | Eduard Totleben (General)            | Semei          | 24 de março de 1856         | [ 70 ] | ?         | ?               |             |
| 111 | Alexander Wrangel                    | Semei          | 13 de abril de 1856         | [ 71 ] | ?         | ?               |             |
| 112 | M.Dmitriievna (1a esp.) \ N.Vergunov | Semei          | abril - julho de 1856       | [ 67 ] | ?         | ?               |             |
| 113 | Ivan Zhdan-Pushkin                   | Semei          | julho de 1856               | [ 67 ] | ?         | ?               |             |
| 114 | Y. A. Slutski (General)              | Semei          | julho - novembro de 1856    | [ 67 ] | ?         | ?               |             |
| 115 | Alexander Wrangel                    | Semei          | 23 de maio de 1856          | [ 72 ] | ?         | ?               |             |
| 116 | Alexander Wrangel                    | Semei          | 14 de julho de 1856         | [ 73 ] | ?         | ?               |             |
| 117 | desconhecido                         | Semei          | setembro de 1856            | [ 67 ] | ?         | ?               |             |
| 118 | Mikhail Dostoiévski (irmão)          | Semei          | 9 de novembro de 1856       | [ 74 ] | ?         | ?               |             |
| 119 | Susanne                              | Semei          | dezembro de 1856            | [ 75 ] | ?         | ?               |             |
| 120 | Anna de Grave                        | Semei          | novembro - dezembro de 1856 | [ 75 ] | ?         | ?               |             |
| 121 | Walikhanov Shoqan                    | Semei          | 14 de dezembro de 1856      | [ 76 ] | ?         | ?               |             |
| 122 | Alexander Wrangel                    | Semei          | 21 de dezembro de 1856      | [ 77 ] | ?         | ?               |             |
| 123 | Mikhail Dostoiévski (irmão)          | Semei          | 22 de dezembro de 1856      | [ 78 ] | ?         | ?               |             |
| 124 | Aleksandr Kumanin (tio)              | Semipalatinsk  | dezembro de 1856            | [ 75 ] | ?         | ?               |             |
| 125 | Mikhail Dostoiévski (irmão)          | Semei          | 9 de março de 1857          | [ 79 ] | ?         | ?               |             |
| 126 | Evgeni Yakushkin                     | Semei          | 1 de junho de 1857          | [ 80 ] | ?         | ?               |             |
| 127 | C. Belikhov (7° bat. da Sibéria)     | Semei          | 17 de julho de 1857         | [ 23 ] | ?         | ?               |             |
| 128 | Y. Slutsky \ A. de Grave             | Semei          | julho de 1857               | [ 81 ] | ?         | ?               |             |
| 129 | Aleksey Pleshcheyev (poeta)          | Semipalatinsk  | setembro de 1957            | [ 81 ] | ?         | ?               |             |
| 130 | Mikhail Dostoyevsky (irmão)          | Semei          | 3 de novembro de 1857       | [ 82 ] | ?         | ?               |             |
| 131 | Aleksandr Ivanov (cunhado)           | Semei          | 23 de novembro de 1857      | [ 81 ] | ?         | ?               |             |
| 132 | Mikhail Katkov (jornalista)          | Semei          | 11 de janeiro de 1858       | [ 83 ] | ?         | ?               |             |
| 133 | Reverso                              | Semei          | 16 de janeiro de 1858       | [ 84 ] | ?         | ?               |             |
| 134 | Mikhail Dostoiévski (irmão)          | Semei          | 18 de janeiro de 1858       | [ 85 ] | ?         | ?               |             |
| 135 | Alexandre II (imperador)             | Semei          | março de 1858               | [ 86 ] | ?         | ?               |             |
| 136 | Mikhail Dostoiévski (irmão)          | Semei          | 11 de abril de 1859         | [ 87 ] | ?         | ?               |             |
| 137 | Aleksey Pleshcheyev (poeta)          | Semei          | 3 de maio de 1858           | [ 88 ] | ?         | ?               |             |
| 138 | A. Pavlovsky (cadetes da Sibéria)    | Semei          | maio de 1858                | [ 89 ] | ?         | ?               |             |
| 139 | Mikhail Dostoiévski (irmão)          | Semei          | 31 de maio de 1858          | [ 90 ] | ?         | ?               |             |
| 140 | Mikhail Dostoiévski (irmão)          | Semei          | 9 de maio de 1859           | [ 91 ] | ?         | ?               |             |
| 141 | Aleksey Pleshcheiev (poeta)          | Semei          | 28 de junho de 1858         | [ 88 ] | ?         | ?               |             |
| 142 | Aleksey Pleshcheiev (poeta)          | Semei          | 13 de setembro de 1858      | [ 88 ] | ?         | ?               |             |
| 143 | A. Kusheliov-Bezborodko              | Semei          | 13 de setembro de 1858      | [ 88 ] | ?         | ?               |             |
| 144 | Mikhail Dostoiévski (irmão)          | Semei          | outubro de 1858             | [ 92 ] | ?         | ?               |             |
| 145 | Mikhail Katkov (jornalista)          | Semei          | janeiro de 1859             | [ 92 ] | ?         | ?               |             |
| 146 | Aleksei Pleshcheiev (poeta)          | Semei          | janeiro - fevereiro de 1859 | [ 92 ] | ?         | ?               |             |
| 147 | Aleksei Pleshcheiev (poeta)          | Semei          | 14 de março de 1859         | [ 92 ] | ?         | ?               |             |
| 148 | Mikhail Dostoiévski (irmão)          | Semei          | 18 de março de 1859         | [ 92 ] | ?         | ?               |             |
| 149 | Mikhail Katkov (jornalista)          | Semei          | março - abril de 1859       | [ 92 ] | ?         | ?               |             |
| 150 | A. Kusheliov-Bezborodko              | Semei          | abril - maio de 1859        | [ 93 ] | ?         | ?               |             |

## Quarta parte (151 - 200)
| 151 | Editores do O mensageiro russo                                                     | Semei          | 1 de julho de 1859          | [ 94 ]  |  |
| 152 | Mikhail Dostoiévski (irmão)                                                        | Tver           | 18–19 de agosto de 1859     | [ 94 ]  |  |
| 153 | Mikhail Dostoiévski (irmão)                                                        | Tver           | 19 - 24 de agosto de 1859   | [ 94 ]  |  |
| 154 | Alexander Milyukov                                                                 | Tver           | agosto - dezembro de 1859   | [ 94 ]  |  |
| 155 | Mikhail Dostoiévski (irmão)                                                        | Tver           | setembro de 1859            | [ 95 ]  |  |
| 156 | Nikolay Nekrasov                                                                   | Tver           | setembro de 1859            | [ 95 ]  |  |
| 157 | Varvara Mikhailovna, Vera Ivanova, Vera Mikhalovna e Aleksandra Golenovskaya Irmãs | Tver           | 19 de setembro de 1859      | [ 95 ]  |  |
| 158 | Mikhail Dostoiévski (irmão)                                                        | Tver           | 19 de setembro de 1859      | [ 96 ]  |  |
| 159 | Mikhail Dostoiévski (irmão)                                                        | Tver           | setembro de 1859            | [ 95 ]  |  |
| 160 | Mikhail Dostoiévski (irmão)                                                        | Tver           | 1 de outubro de 1859        | [ 97 ]  |  |
| 161 | Aleksey Nikolayevich                                                               | Tver           | outubro de 1859             | [ 98 ]  |  |
| 162 | Alexandre II                                                                       | Tver           | 10 – 18 de outubro de 1859  | [ 99 ]  |  |
| 163 | Aleksey Pleshcheyev                                                                | Tver           | 14 - 19 de outubro de 1859  | [ 98 ]  |  |
| 164 | Mikhail Dostoiévski (irmão)                                                        | Tver           | 15 - 16 de outubro de 1859  | [ 98 ]  |  |
| 165 | Mikhail Dostoiévski (irmão)                                                        | Tver           | 23 - 25 de outubro de 1859  | [ 98 ]  |  |
| 166 | Aleksey Pleshcheyev                                                                | Tver           | outubro de 1859             | [ 98 ]  |  |
| 167 | Vladimir Dolgoruky Ministro da Terceira seção da Chancelaria Imperial              | Tver           | 3 de novembro de 1859       | [ 100 ] |  |
| 168 | Vladimir Dolgoruky Ministro da Terceira seção da Chancelaria Imperial              | Tver           | 3 de novembro de 1859       | [ 101 ] |  |
| 169 | Mikhail Dostoiévski (irmão)                                                        | Tver           | 9 de novembro de 1859       | [ 102 ] |  |
| 170 | Mikhail Dostoiévski (irmão)                                                        | Tver           | 12 de novembro de 1859      | [ 103 ] |  |
| 171 | Mikhail Dostoyevsky Irmão                                                          | Tver           | 12 de novembro de 1859      | [ 103 ] |  |
| 172 | Mikhail Dostoyevsky Irmão                                                          | Tver           | 14 - 15 de novembro de 1859 | [ 102 ] |  |
| 173 | Vladimir Dolgoruky Ministro da Terceira seção da Chancelaria Imperial              | Tver           | 19 de novembro de 1859      | [ 104 ] |  |
| 174 | Mikhail Dostoyevsky Irmão                                                          | Tver           | 19 – 22 de novembro de 1859 | [ 102 ] |  |
| 175 | Aleksey Pleshcheyev                                                                | Tver           | 10 de dezembro de 1859      | [ 102 ] |  |
| 176 | Mikhail Dostoyevsky Irmão                                                          | Tver           | 14 - 15 de novembro de 1859 | [ 105 ] |  |
| 177 | Aleksey Pleshcheyev Poeta                                                          | Tver           | 18 - 19 de dezembro de 1859 | [ 106 ] |  |
| 178 | E. Tyumentsev Poeta                                                                | São Petesburgo | março - dezembro de 1860    | [ 107 ] |  |
| 179 | Aleksey Pleshcheyev Poeta                                                          | São Petesburgo | março de 1860               | [ 108 ] |  |
| 180 | Aleksey Pleshcheyev Poeta                                                          | São Petesburgo | março de 1860               | [ 108 ] |  |
| 181 | Pleshcheyev / Poeta                                                                | São Petesburgo | 22 de março de 1860         | [ 109 ] |  |
| 182 | Aleksandra Shubert Atriz                                                           | São Petesburgo | 3 de maio de 1860           | [ 110 ] |  |
| 183 | Aleksandr Gieroglifov Editor, crítico e jornalista                                 | São Petesburgo | 23 de agosto de 1860        | [ 111 ] |  |
| 184 | Nikolay Vasilyevich Membro do comitê de censura de St. Petersburg                  | São Petesburgo | 20 de setembro de 1860      | [ 112 ] |  |
| 185 | Pyotr Bykov Escrito                                                                | São Petesburgo | início de 1861              | [ 107 ] |  |
| 186 | Feofil Tolstoy Músico                                                              | São Petesburgo | abril - maio de 1861        | [ 113 ] |  |
| 187 | Yakov Polonsky Poeta                                                               | São Petesburgo | 31 de julho de 1861         | [ 114 ] |  |
| 188 | Alexander Ostrovsky Poeta                                                          | São Petesburgo | 24 de agosto de 1861        | [ 115 ] |  |
| 189 | Sociedade para ajuda de escritores e acadêmicos                                    | São Petesburgo | 23 de setembro de 1861      | [ 116 ] |  |
| 190 | Nikolay Tiblen Editor                                                              | São Petesburgo | 3 de outubro de 1861        | [ 117 ] |  |
| 191 | Ivan Turgenev Escritor                                                             | São Petesburgo | fim de outubro de 1861      | [ 117 ] |  |
| 192 | Ivan Turgenev Escritor                                                             | São Petesburgo | dezembro de 1861            | [ 118 ] |  |
| 193 | Alexander Bazunov Editor                                                           | São Petesburgo | 16 de janeiro de 1862       | [ 119 ] |  |
| 194 | Ivan Turgenev Escritor                                                             | São Petesburgo | fevereiro de 1862           | [ 120 ] |  |
| 195 | Ivan Turgenev Escritor                                                             | São Petesburgo | início de março de 1862     | [ 120 ] |  |
| 196 | Aleksey Pleshcheyev Poeta                                                          | São Petesburgo | início de março de 1862     | [ 121 ] |  |
| 197 | Shoqan Walikhanov Acadêmico                                                        | São Petesburgo | início de junho de 1862     | [ 122 ] |  |
| 198 | Maria Dostoyevskaya Mãe                                                            | São Petesburgo | 6 de junho de 1862          | [ 123 ] |  |
| 199 | Mikhail Dostoyevsky Irmão                                                          | Berlim         | Junho de 1862               | [ 122 ] |  |
| 200 | Nikolay Strakhov Filósofo e editor                                                 | Paris          | 26 /de junho de 1862        | [ 124 ] |  |

### Obras completas em russo
- Dostoiévski, Fiódor (1972–1980). Polnoe sobranie sochinenii v 30 tomakh (komplekt iz 33 knig). Leningrad: Institutom russkoy literatury (Pushkinskim domom) Akademii nauk SSSR. ISBN 978-9662842340

* (Ф. М. Достоевский. Полное собрание сочинений в 30 томах (комплект из 33 книг). Институтом русской литературы (Пушкинским домом) Академии наук СССР).

** (F.M. Dostoevsky, Obras Completas em 30 volumes (um conjunto de 33 livros) pelo Instituto de Literatura Russa (Casa Pushkin) da Academia de Ciências da URSS).
- Dostoiévski, Fiódor M. (1996). Pisma. Sobraniie sochinenii v 15 tomakh. [S.l.]: SPb: Nauka

* (Достоевский Ф.М. Письма. Собрание сочинений в 15 томах. СПб.: Наука, 1996.)

** (Dostoiévski F.M. Cartas. Trabalhos coletados em 15 volumes. SPb.: Science, 1996.)

### Cartas
Em inglês
- Dostoiévski, Fiódor (1988). Complete Letters. Volume 1: 1832‒1859. Ann Arbor: Ardis Publishing
- Dostoiévski, Fiódor (1989). Complete Letters. Volume 2: 1860‒1867. Ann Arbor: Ardis Publishing. ISBN 978-0882339269
- Dostoiévski, Fiódor (1990). Complete Letters. Volume 3: 1868‒1871. Ann Arbor: Ardis Publishing. ISBN 978-0882335421
- Dostoiévski, Fiódor (1991). Complete Letters. Volume 4: 1872‒1877. Ann Arbor: Ardis Publishing. ISBN 978-0882335438
- Dostoiévski, Fiódor (1991). Complete Letters. Volume 5: 1878‒1881. Ann Arbor: Ardis Publishing. ISBN 978-0882335445
- Dostoiévski, Fiódor (2007). Letters and Reminiscences. [S.l.]: Kessinger. ISBN 978-0548142561
- Dostoiévski, Fiódor (2010). Letters and Reminiscences. [S.l.]: Kessinger. ISBN 978-1162995632
- Dostoiévski, Fiódor (2012). Letters and Reminiscences. [S.l.]: Ulan Press
- Dostoiévski, Fiódor (2012). Letters of Fyodor Michailovitch Dostoevsky to His Family and Friends. [S.l.]: Forgotten Books
- Dostoiévski, Fiódor (2013). Letters of Fyodor Michailovitch Dostoevsky to His Family and Friends. [S.l.]: Hardpress Publishing. ISBN 978-1313496650
- Dostoiévski, Fiódor (1982). New Dostoevsky Letters. [S.l.]: Haskell House. ISBN 978-0838318249
- Dostoiévski, Fiódor (1987). Selected Letters of Fyodor Dostoevsky. [S.l.]: Rutgers University Press. ISBN 978-0813511856